# Ferrovia del Solco alpino
La ferrovia del Solco alpino (francese: Ligne du Sillon Alpin) è una linea ferroviaria che collega Valence a Ginevra via Grenoble, Chambéry e Annecy e prende il nome dal solco alpino (francese: Sillon alpin), territorio sito nelle Alpi francesi, che si estende per circa 330 km da Ginevra a Valence, passando per Annecy, Chambéry e Grenoble. 

## Descrizione della linea

Carta geografica della linea

La linea si distingue in due parti, settentrionale e meridionale, ciascuna comprendente diverse linee:
- Solco Alpino Settentrionale:
  - il tratto da Montmélian ad Aix-les-Bains, della linea da Culoz a Modane;
  - la linea da Aix-les-Bains-Le Revard ad Annemasse.

- Solco Alpino Meridionale:
  - la linea da Valence a Moirans;
  - il tratto da Moirans a Grenoble della linea Lione-Perrache a Marsiglia-Saint-Charles (via Grenoble);
  - la linea da Grenoble a Montmélian.

## Modernizzazione della rete (2007-2013)
Tra il 2007 e il 2013 è stata avviata un'importante campagna di lavori lungo tutta la linea del Sillon Alpin. Si è trattato del più grande progetto di ammodernamento in Francia, con l'obiettivo di elettrificare le tratte mancanti, raddoppiare i binari nei tratti ancora a binario unico, ammodernare la rete e realizzare un adeguamento per sviluppare il trasporto merci e consentire il passaggio dei TGV, ma contrariamente agli obiettivi fissati in corso d'opera, nessun TGV diretto aveva collegato il sud della Francia attraverso questa linea e il cambio a Valence era sempre obbligatorio fino all'apertura della stazione di Valence TGV che ha collegato la linea Valence-Moirans  alla LGV Méditerranée.
Gli obiettivi definiti dalla Regione Rodano-Alpi erano molteplici:
- migliorare la qualità del trasporto ferroviario e rendere il treno un’alternativa efficiente alla strada;
- sostenere le esigenze di spostamento, in questo territorio ma anche verso la Svizzera e l'Italia;
- migliorare le reti regionali e interurbane (collegamenti diretti tra le grandi città) ma anche le aree periurbane con interventi da consentire di ospitare nuovi convogli TER, più efficienti, più confortevoli e meno rumorosi;
- facilitare la circolazione delle merci attraverso le Alpi, soprattutto verso il sud della Francia.

### Sillon Alpin Nord
La linea Aix-les-Bains - Le Revard - Annemasse è stata collegata, dal dicembre 2019, da Annemasse a Ginevra (stazione Cornavin) e a Ginevra Aeroporto, aggirando il centro della città di Ginevra a ovest e sud-est, nell'ambito del progetto CEVA (acronimo di "Cornavin – Eaux-Vives – Annemasse", che designa la trasformazione e l’ampliamento di un collegamento ferroviario tra il canton Ginevra (Svizzera) e l'Alta Savoia (Francia), che costituisce la spina dorsale del trasporto pubblico regionale mediante l'istituzione del Léman Express. Il precedente collegamento era a binario unico e si arrestava alla stazione di Ginevra Eaux-Vives, chiusa nel 2011 per poter iniziare i lavori del CEVA, demolita nel 2017 e ricostruita in sotterranea.

### Sillon Alpin Sud
Il tratto, che collega Valence a Grenoble, tra il 2007 e il 2011, la linea è stato ammodernata, in particolare con la realizzazione del doppio binario su quasi tutta la tratta e, tra il 2011 e il 2013, con l'elettrificazione dell'intero tratto.
Per quanto riguarda il tratto Grenoble-Montmélian i lavori hanno visto l'elettrificazione totale della linea (da Montmélian a Gières), la demolizione e ricostruzione di ponti stradali e l'installazione del blocco luminoso automatico.
La linea tra Grenoble e Montmélian è stata inoltre dotata di una nuova stazione a Échirolles dal 30 agosto 2004; nel 2006 è stata riaperta  la stazione di Lancey e la stazione di Gières è stata completamente ristrutturata.